# Süßenborn
Süßenborn ist ein Stadtteil der kreisfreien Stadt Weimar in Thüringen.

## Lage
Der östlich der Kernstadt befindliche Ortsteil umfasst eine Fläche von 2,71 km². Er hatte am 31. Dezember 2008 268 Einwohner. Ortsteilbürgermeister ist Ulrich Haußner. Der Ort liegt mit seinem Gewerbegebiet direkt an der B 7.

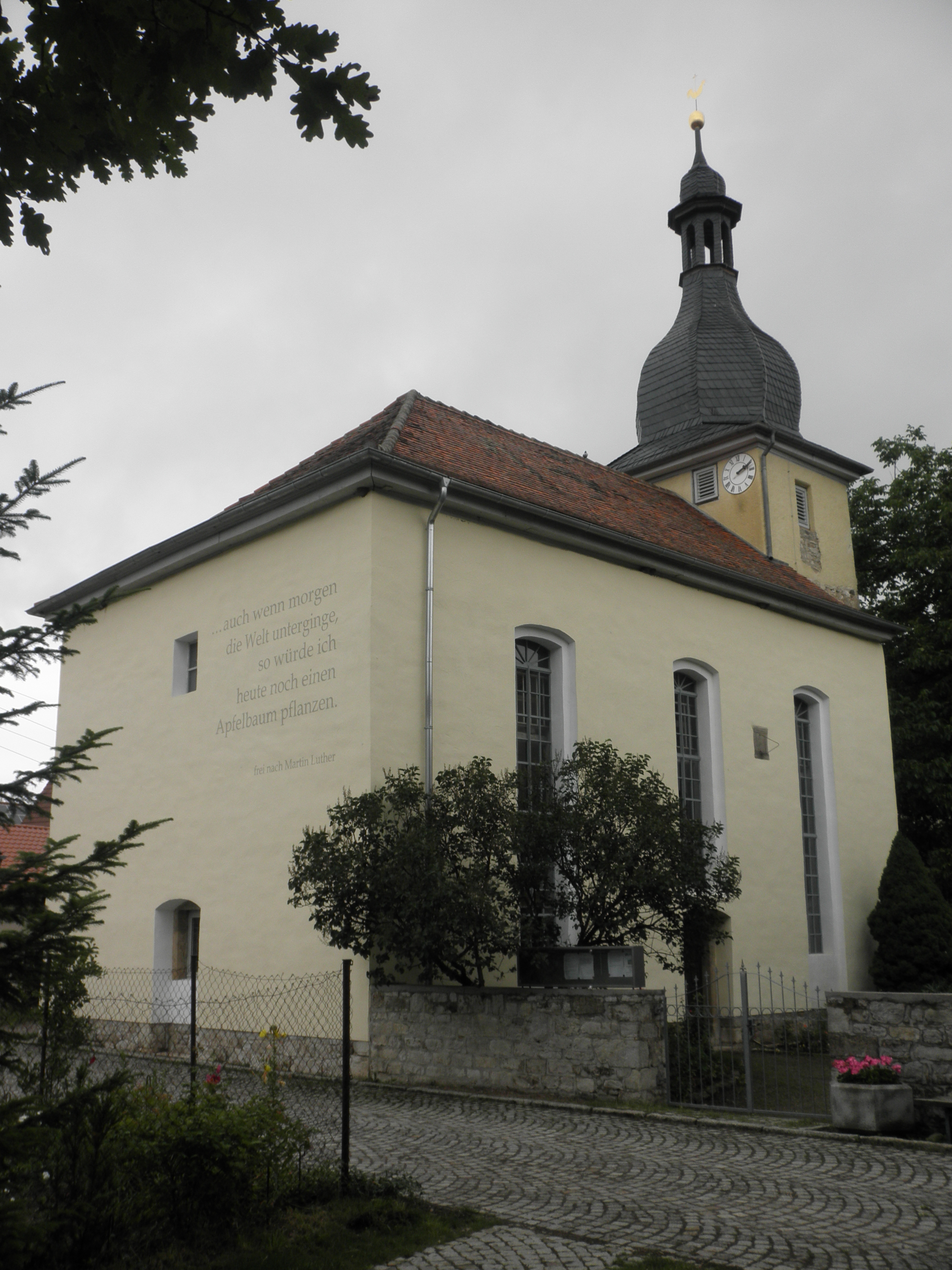
Kirche zu den Vierzehn Heiligen

## Geschichte
Das Dorf wurde am 22. Oktober 1150 erstmals urkundlich genannt.
Die Dorfkirche stammt aus dem 12. Jahrhundert. Der Umbau und die Gestaltung des Innenraumes in den Jahren 1820/21 erfolgte unter Clemens Wenzeslaus Coudray (1775–1845), einem Baumeister und Architekten des Klassizismus. Verantwortlicher Mitarbeiter war Baurat Carl Friedrich Christian Steiner. Die Bauleitung hatte Heinrich Heß übernommen. Im Rahmen der Kreisreform Thüringen 1994 wurde aus dem ehemaligen Landkreis Weimar die Gemeinde Süßenborn der kreisfreien Stadt Weimar angeschlossen. Für das 1829 entstandene Landhaus Süßenborn wird ebenfalls Coudray als Architekt vermutet. Das Haus Bornstraße 2 aus dem Jahre 1817 war die ehemalige Schule von Süßenborn.
Ein bei Süßenborn gefundener Backenzahn eines Steppenmammuts diente 1885 zur Erstbeschreibung der Art.
Auf dem Dorfplatz befindet sich eine bemerkenswerte Brunnenstube, die als Motiv Bestandteil des Ortsteilwappens ist.